# العدو على الأبواب
إينيمي آت ذا غيتس (بالإنجليزية: Enemy at the Gates)‏؛ وتعني بالعربية العدو على الأبواب، أو ستالينغراد (بالإنجليزية: Stalingrad)‏ في الدول الأوروبية. هو فيلم حربي صدر في 2001 من إخراج جون جاك أنو وبطولة جود لو واد هاريس تدور أحداثه في إطار معركة ستالينغراد في الحرب العالمية الثانية.
الفيلم مبني على كتاب ويليام كرايغ الذي يصف الأحداث المحيطة بمعركة ستالينغراد في شتاء عام 1942 وعام 1943. كتب السيناريو أنود وآلان جودار، يسرد الفيلم قصة مطاردة ثنائية أثناء المعركة بين القناص السوفياتي فاسيلي زايتسيف وعدوه القناص الألماني إرفين كونيج.

## تفاصيل الفيلم
في ذروة الحرب العالمية الثانية، قامت ألمانيا بغزو الاتحاد السوفيتي ووصلت إلى مدينة ستالينغراد حيث كان يقاتل فاسيلي زايتسيف (جود لاو) وبرزت بطولاته في القنص مما دفع بالمسؤول العسكري دانيلوف (جوزيف فيانس) إلى الترويج لها لرفع معنويات شعب الاتحاد السوفياتي المحطمة وهو ما جعل من زايتسيف بطلا قوميا، الأمر الذي أشعر الألمان بالإهانة ودفعهم إلى إرسال أحد أفضل قناصتهم إرفين كونيج (إد هاريس) لتصفيته.
يصور الفيلم مشاهد من طفولة زايتسيف في جبال الأورال حيث علمه جده القنص، كما يتطرق إلى قصة الفتى الروسي الجاسوس ساشا فيليبوف وقصة تانيا (رايتشل ويسز) وهي شابة يهودية روسية قتل الألمان والديها مما دفعها إلى الانضمام إلى الجيوش السوفيتية وقد وقع كل من دانيلوف وزايتسيف في حبها، وقد أقنعها هذا الأخير بالانضمام إلى صفوف القناصة لأن فرص نجاتهم من الحرب أكبر.
تشهد نهاية الفيلم انتصار زايتسيف على غريمه الألماني وذلك بفضل صديقه دانيلوف الذي ضحى بحياته لمساعدته: كان الاثنان في مخبإ واحد تحت مرمى نيران كونيج الذي كان يظن أن شخصا واحدا في المخبإ. أطل دانيلوف برأسه عمدا فتلقى رصاصة الموت التي اعتقد كونيج أنها قضت على زايتسيف مما دفع به إلى مغادرة مخبئه فكان له القناص السوفياتي بالمرصاد.
ينتهي الفيلم بمشهد فاسيلي وتانيا في أحد المستشفيات بعد أن تعرضت لإصابة أثناء المعركة.

## طاقم التمثيل
- جود لو بدور فاسيلي زايتسيف.
- إد هاريس بدور اروين كوينيغ.
- رايتشل وايز بدور تانيا تشرنوفا.
- جوزيف فاينس بدور دانيلوف.
- بوب هوسكينز بدور نيكيتا خروشوف.
- غاباريال تومسون بدور ساشا فيليبوف.

## الإنتاج
تم التصوير في ألمانيا. تم عبور نهر الفولغا على بحيرة Altdöberner See، وهي بحيرة صناعية في جنوب براندنبورغ. تم استخدام مصنع مهجور في قرية رودرسدورف لإعادة إنشاء أنقاض مصنع ستالينجراد للجرارات. تم بناء المجموعة الخارجية الضخمة للميدان الأحمر في ستالينجراد في كرامبنيتز، بالقرب من بوتسدام. كانت مدرسة الفيرماخت للفروسية السابقة ثكنة سوفييتية خلال الحرب الباردة. بدأ بناء استوديو التصوير في أكتوبر 1999 واستغرق استكماله قرابة خمسة أشهر.

## الاستقبال
استنادًا إلى 137 تعليقًا تم جمعها بواسطة روتن توميتوز، حصل الفيلم على نسبة موافقة 54٪ من النقاد بمتوسط مرجح من 5.7 / 10. تم تلخيص المراجعات على أن الفيلم «مغلف بجو من الإثارة، العدو عند البوابات يحصل على شكل وشعور الحرب بشكل صحيح، ومع ذلك، تبدو قصة الحب في غير محلها.» على موقع ميتاكريتيك، تم تعين تقييمًا معياريًا بحساب متوسط درجة 53 من 100، بناءً على 33 مراجعة.

## الموسيقى التصويرية
قام جيمس هورنر بتأليف الموسيقى التصويرية الخاصة بالفيلم، وتم إصدارها في 31 مارس 2001.
| #   | عنوان                              | المدة |
| --- | ---------------------------------- | ----- |
| 1.  | "The River Crossing to Stalingrad" | 15:13 |
| 2.  | "The Hunter Becomes the Hunted"    | 5:53  |
| 3.  | "Vassili's Fame Spreads"           | 3:40  |
| 4.  | "Koulikov"                         | 5:13  |
| 5.  | "The Dream"                        | 2:35  |
| 6.  | "Bitter News"                      | 2:38  |
| 7.  | "The Tractor Factory"              | 6:43  |
| 8.  | "A Sniper's War"                   | 3:25  |
| 9.  | "Sacha's Risk"                     | 5:37  |
| 10. | "Betrayal"                         | 11:28 |
| 11. | "Danilov's Confession"             | 7:13  |
| 12. | "Tania (End Credits)"              | 6:53  |

## الدقة التاريخية

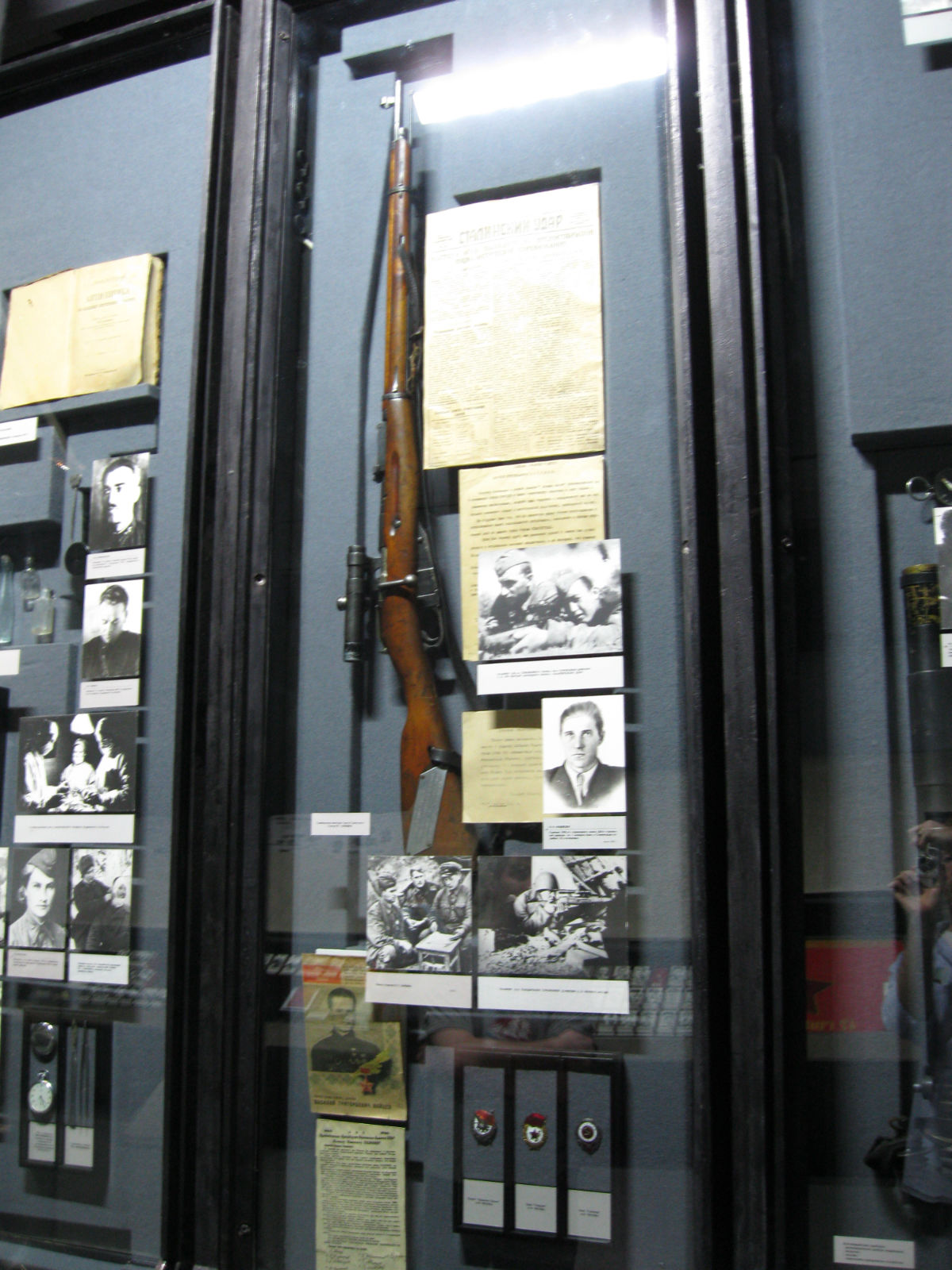
بندقية فاسيلي زايتسيف الحقيقية، معروضة في متحف فولغوغراد ستالينغراد البانورامي.

كان فاسيلي زايتسيف (1915-1991) (بالروسية: ста́рший сержа́нт) رقيبًا أول في الكتيبة الثانية، فوج البندقية 1047، فرقة بندقية تومسك رقم 284، خلال معركة ستالينجراد.
يستخدم الفيلم أحداثًا من كتاب ويليام كرايغ الواقعي عام 1973 «العدو عند البوابات: معركة ستالينجراد». يدعي الكتاب أن زايتسيف حارب مبارزة قناصه على مدى عدة أيام عبر أنقاض المدينة. بعد قتل الألماني وجمع بطاقات التعريف الخاصة به اكتشف زايتسيف أنه قتل كونيغ، رئيس مدرسة برلين للقناص. ومع ذلك، لا يوجد سجل في أرشيف الفيرماخت لقناص يدعى كونيج في الجيش الألماني خلال الحرب العالمية الثانية. كتب المؤرخ أنتوني بيفور في عمله عام 1998 في ستالينجراد أنه يعتقد أن قصة زايتسيف خيالية لأنه لم يتم ذكر مثل هذا الحدث في تقارير المعارك اليومية التفصيلية المرسلة إلى العقيد الجنرال ألكسندر شيرباكوف في موسكو.
كما يفرط الفيلم في تصوير دور منع الفصائل في الجيش الأحمر. على الرغم من وجود الأمر رقم 227 (بالروسية: Директива Ставки ВГК №227) الذي أصبح صرخة حاشدة لـ «عدم الرجوع خطوة للوراء!» (بالروسية: Ни шагу назад !؛ مكتوبة بالحروف اللاتينية: Ni shagu nazad!)، لم يتم وضع المدافع الرشاشة خلف القوات النظامية ولم يتم وضع أوامر بقتل أي شخص منسحب، تم استخدام المدافع الرشاشة فقط للقوات العقابية، استخدمت المفارز بانتظام لمنع انسحاب القوات النظامية أو فرارها من الخدمة. وفقًا للأمر رقم 227، كان لكل مفرزة ما بين ثلاث إلى خمس فرق حواجز لكل 200 فرد. في الأشهر الثلاثة الأولى، أطلقت المفارز النار على 1000 جندي للعقاب وأرسلت 24,993 إلى كتائب عقابية. بحلول أكتوبر 1942، تم إسقاط فكرة مفارز الحجب المنتظمة بهدوء؛ وبحلول أكتوبر 1944، تم حل الوحدات رسميًا. خلال معركة ستالينغراد، كان للجيش الثاني والستين أكبر عدد من الاعتقالات والإعدامات: 203 حالات، منهم تم إعدام 49 شخص بعد المعركة، بينما تم إرسال 139 إلى السرايا والكتائب العقابية.
لأن كانت شخصية فاسيلي زايتسيف لا يرقى إليها شك فإن الآراء تضاربت حول واقعية شخصية القناص الألماني كوينيغ وحول حقيقة المطاردة في حد ذاتها فقد نفى زايتسيف يقينه من أن الألمان قد أرسلوا قناصًا خصيصًا لتصفيته.

## وصلات خارجية
- العدو على الأبواب على موقع IMDb (الإنجليزية)
- العدو على الأبواب على موقع ميتاكريتيك (الإنجليزية)
- العدو على الأبواب على موقع روتن توميتوز (الإنجليزية)
- العدو على الأبواب على موقع نتفليكس (الإنجليزية)
- العدو على الأبواب على موقع قاعدة بيانات الأفلام العربية
- العدو على الأبواب على موقع ألو سيني (الفرنسية)
- العدو على الأبواب على موقع Turner Classic Movies (الإنجليزية)
- العدو على الأبواب على موقع أول موفي (الإنجليزية)
- العدو على الأبواب على موقع بوكس أوفيس موجو (الإنجليزية)
- العدو على الأبواب على موقع فيلمافينيتي (الإسبانية)